# VAP 3550/1
Il VAP 3550/1, prodotto dalla Pegaso spagnola, è un veicolo anfibio con applicazioni militari, capace di ottime prestazioni in acqua e con un disegno assai sofisticato.
È stato sviluppato per la fanteria della Armada Española, la marina militare spagnola, ma presta servizio anche presso le analoghe forze egiziane e messicane. È stato progettato per essere lanciato al largo da un LST (Landing Ship Tank) e trasportare uomini ed equipaggiamenti alla spiaggia di sbarco. Lo scafo è suddiviso in compartimenti stagni per impedire al mezzo di affondare. Nella parte anteriore del veicolo possono trovare posto 18 soldati completamente equipaggiati o 3 t di carico. Nella parte posteriore è montata una gru idraulica capace di sollevare fino a 4,5 t. Due getti d'acqua provvedono alla propulsione anfibia e due pompe impediscono all'acqua di allagare il mezzo.